# ويكيبيديا الكتلانية
ويكيبيديا الكتلانية (الكتالونية:Viquipèdia en català) هي إصدار اللغة الكتلانية من موسوعة ويكيبيديا، وهي ثالث أقدم نسخة من ويكيبيديا تاريخ إطلاقها كان بعد النسخة الإنجليزية والألمانية في 19 ديسمبر 2001، وفي يوليو 2022 أصبح لديها أكثر من 750,000 مقالة.

## التاريخ
في 16 مارس 2001، أعلن جيمي ويلز عن رغبته في إنشاء ويكيبيديا بلغات أخرى وذكر أن هناك اهتمامًا بإنشاء نسخة كاتالونية. أنشئت ويكيبيديا الألمانية على موقع deutsche.wikipedia.com، وبعد بضع دقائق انشئت ويكيبيديا الكاتالونية على catalan.wikipedia.com.
كان التعديل الأول على ويكيبيديا بلغة غير الإنجليزية في الساعة 21:07 بالتوقيت العالمي المنس، 16 مارس 2001، على الصفحة الرئيسية الكاتالونية. يرجع تاريخ المساهمة الأولى في مقال بلغة غير اللغة الإنجليزية إلى 17 مارس الساعة 01:41 بالتوقيت العالمي المنسق في مقالة (Àbac). على الرغم من إنشائها بعد ويكيبيديا الألمانية، إلا أنها كانت لمدة شهرين هي ويكيبيديا الوحيدة غير الإنجليزية التي تحتوي على مقالات.

## الإحصائيات
| عدد المستخدمين المسجلين | عدد المستخدمين النشيطين | عدد المقالات | صفحات المحتوى | عدد التعديلات | عدد الملفات المرفوعة | عدد الإداريين |
| ----------------------- | ----------------------- | ------------ | ------------- | ------------- | -------------------- | ------------- |
| 519٬924                 | 977                     | 778٬901      | 1٬952٬283     | 35٬510٬127    | 11٬380               | 26            |

## التقدم
| عدد المقالات | التاريخ        | المقالة                                            |
| ------------ | -------------- | -------------------------------------------------- |
| 1            | 17 مارس 2001   | Àbac (معداد)                                       |
| 10,000       | 16 نوفمبر 2004 | غير معروف                                          |
| 20,000       | 19 نوفمبر 2005 | Diputat (عضو برلمان)                               |
| 30,000       | 6 مايو 2006    | Lunitari (لونيتاري)                                |
| 40,000       | 20 سبتمبر 2006 | Enginyeria d'aliments (هندسة غذائية)               |
| 50,000       | 4 يناير 2007   | Puerto Real (ميناء ملكي)                           |
| 75,000       | 31 أغسطس 2007  | Eutidem (filòsof) (يوثيديموس)                      |
| 100,000      | 18 يناير 2008  | Arrel cúbica (قدم مكعب)                            |
| 125,000      | 12 أغسطس 2008  | Llúdria gegant (قضاعة عملاقة)                      |
| 150,000      | 28 ديسمبر 2008 | Guerra dels Ossos (حروب العظام)                    |
| 175,000      | 7 مايو 2009    | Spilocuscus (سبيلوكوكوس)                           |
| 200,000      | 21 سبتمبر 2009 | Carnaval de Solsona (كرنفال سولسونا)               |
| 250,000      | 29 يونيو 2010  | Mare de Déu del Claustre (ماري دي ديو ديل كلاوستر) |
| 300,000      | 21 ديسمبر 2010 | Pastítsio (باستيتسيو)                              |
| 400,000      | 12 أبريل 2013  | Heli-4 (هيليوم-4)                                  |
| 450,000      | 3 فبراير 2015  | L'executor (الجلاد (فيلم 1970))                    |
| 500,000      | 11 مارس 2016   | Oda Krohg (أودا كروغ)                              |
| 600,000      | 8 يناير 2019   | Pura Velarde (بورا فيلاردي)                        |
| 700,000      | 23 أبريل 2022  | Hey, Hey, Rise Up!                                 |

## المعرض

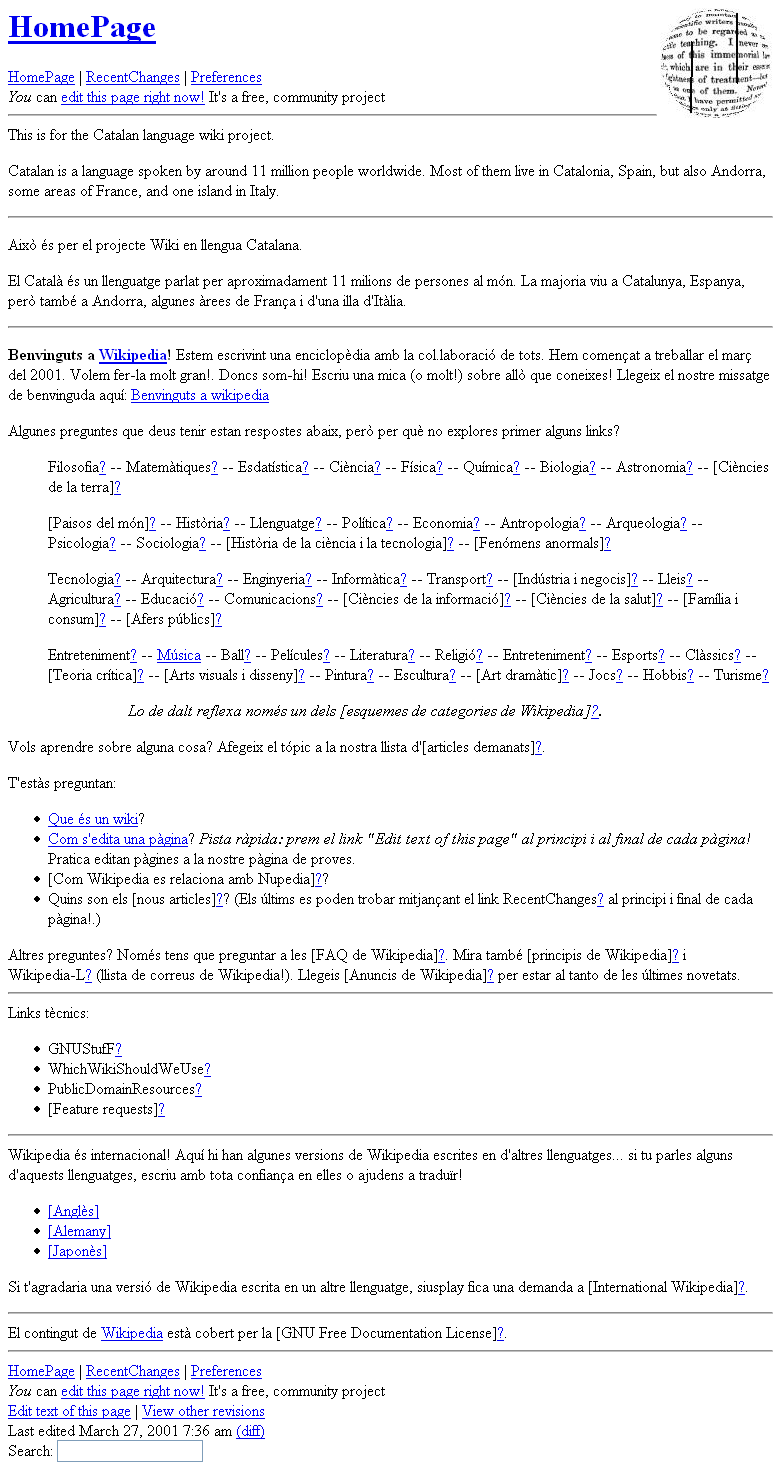
مارس 2001
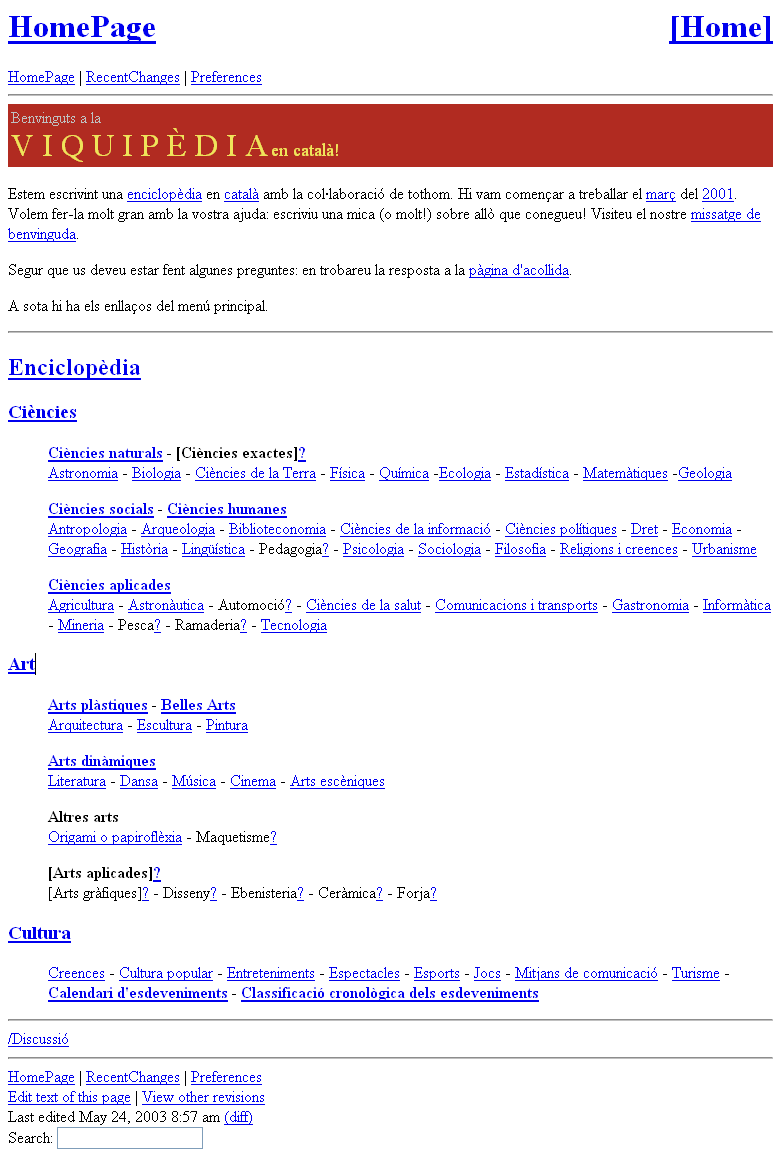
مايو 2003
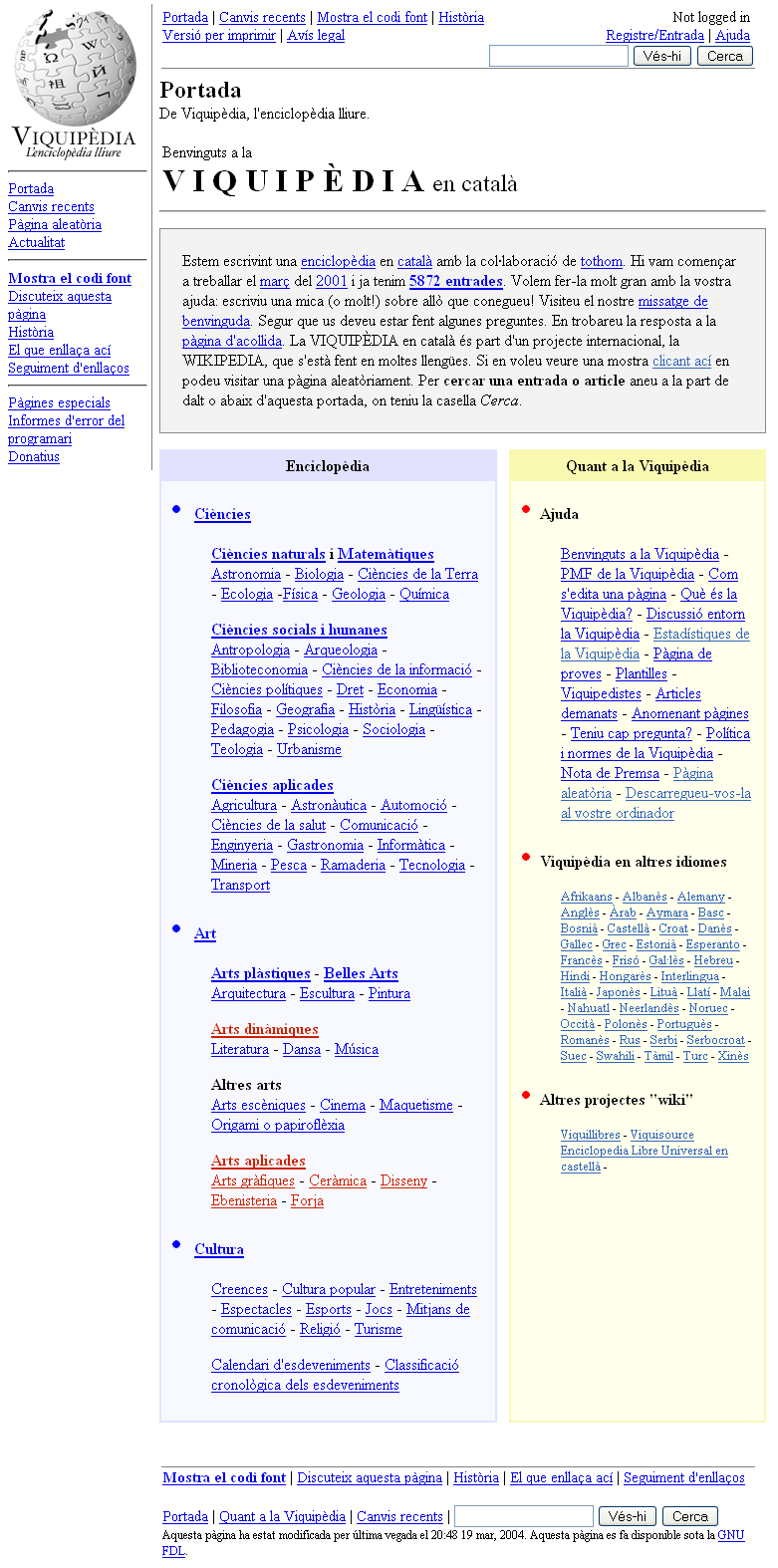
مارس 2004
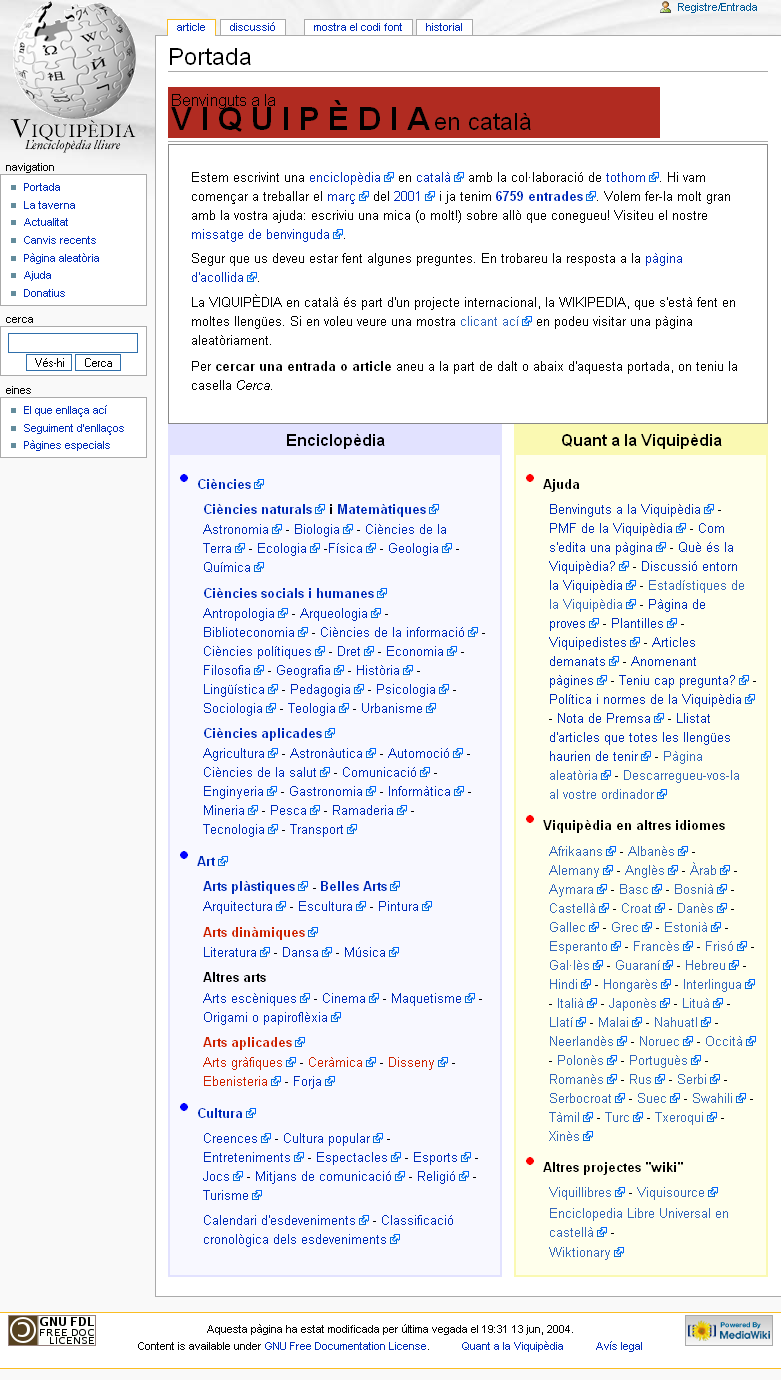
يونيو 2004
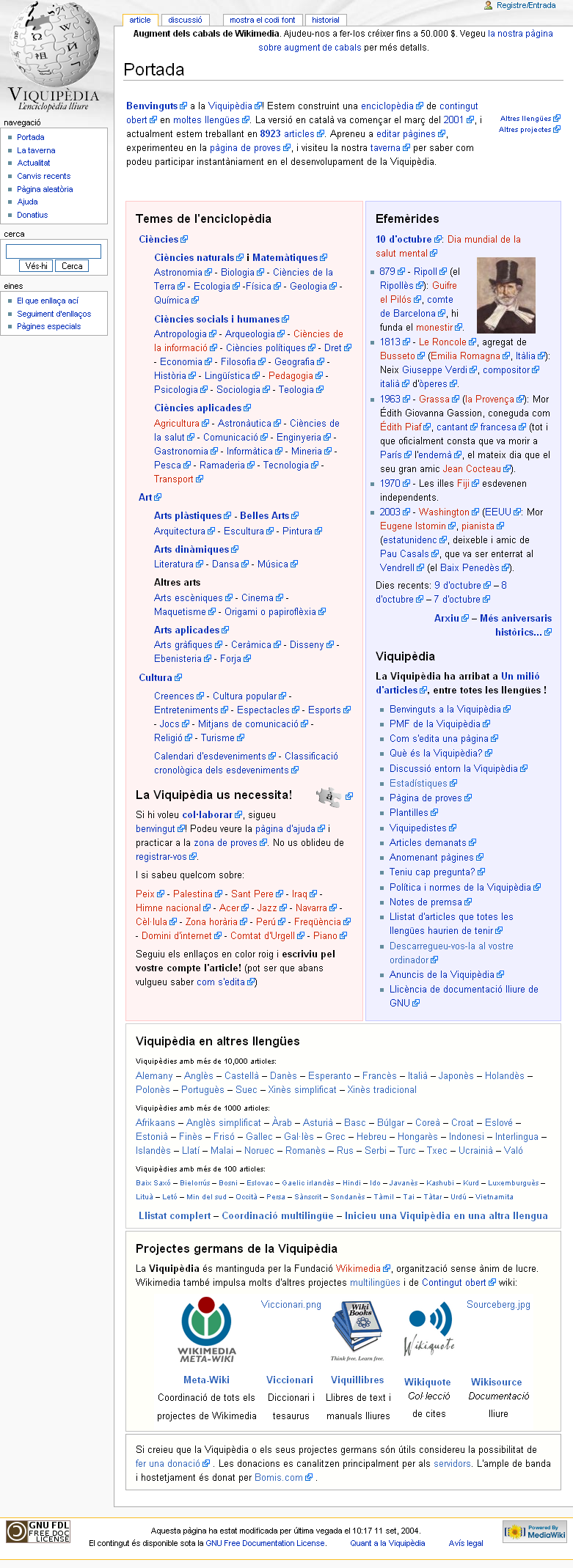
أكتوبر 2004
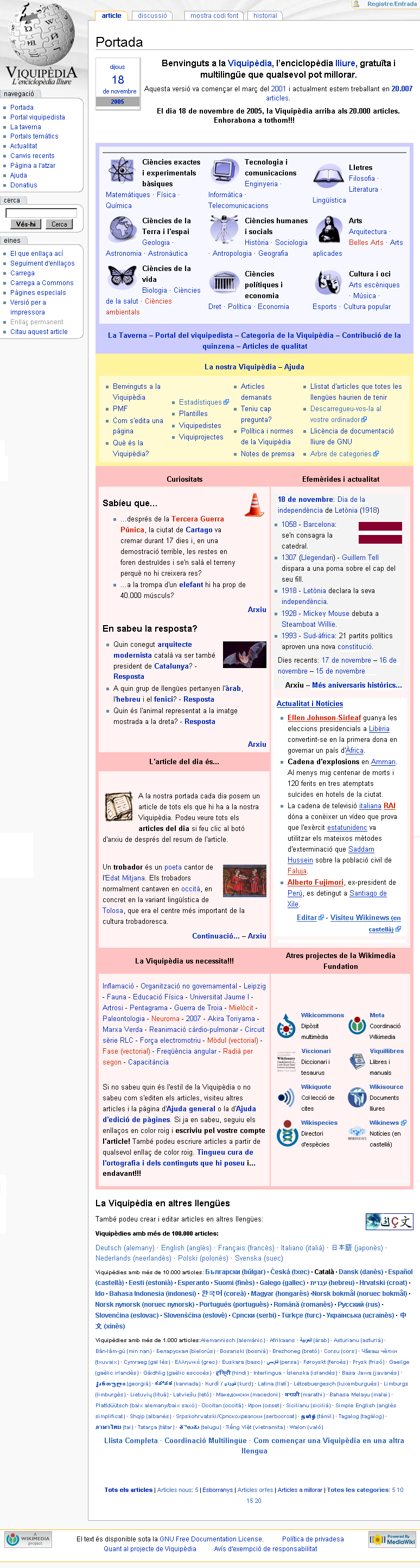
نوفمبر 2005
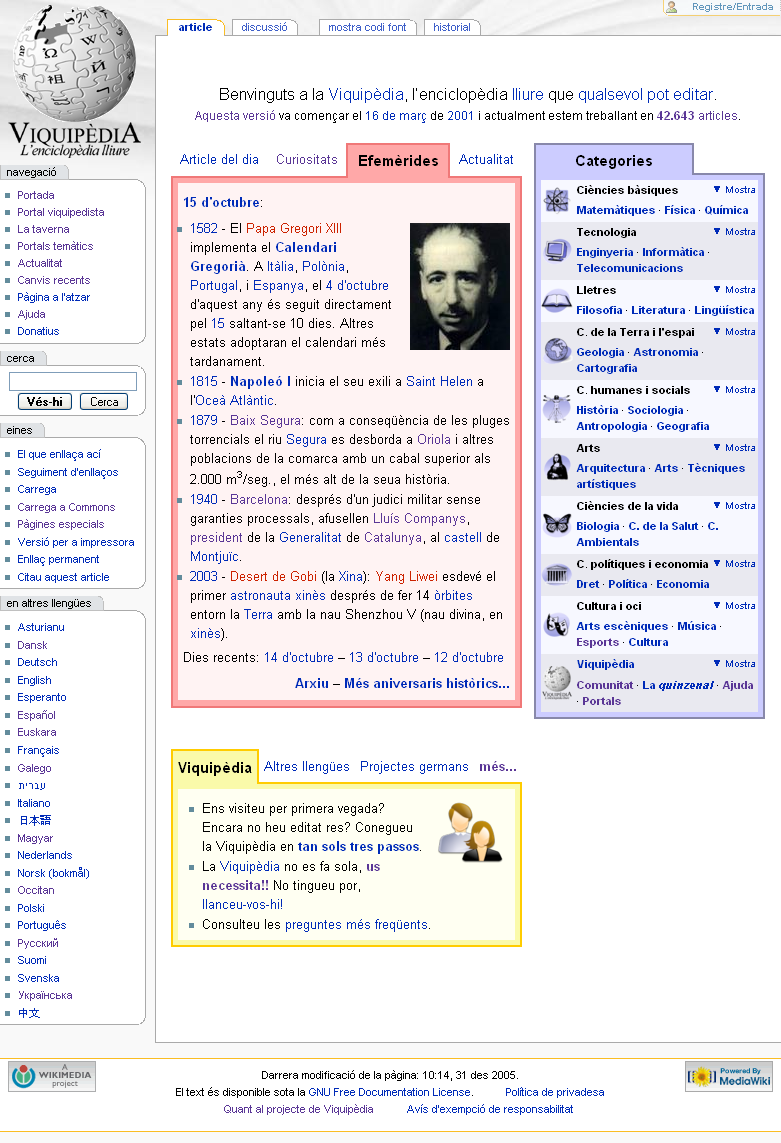
أكتوبر 2006
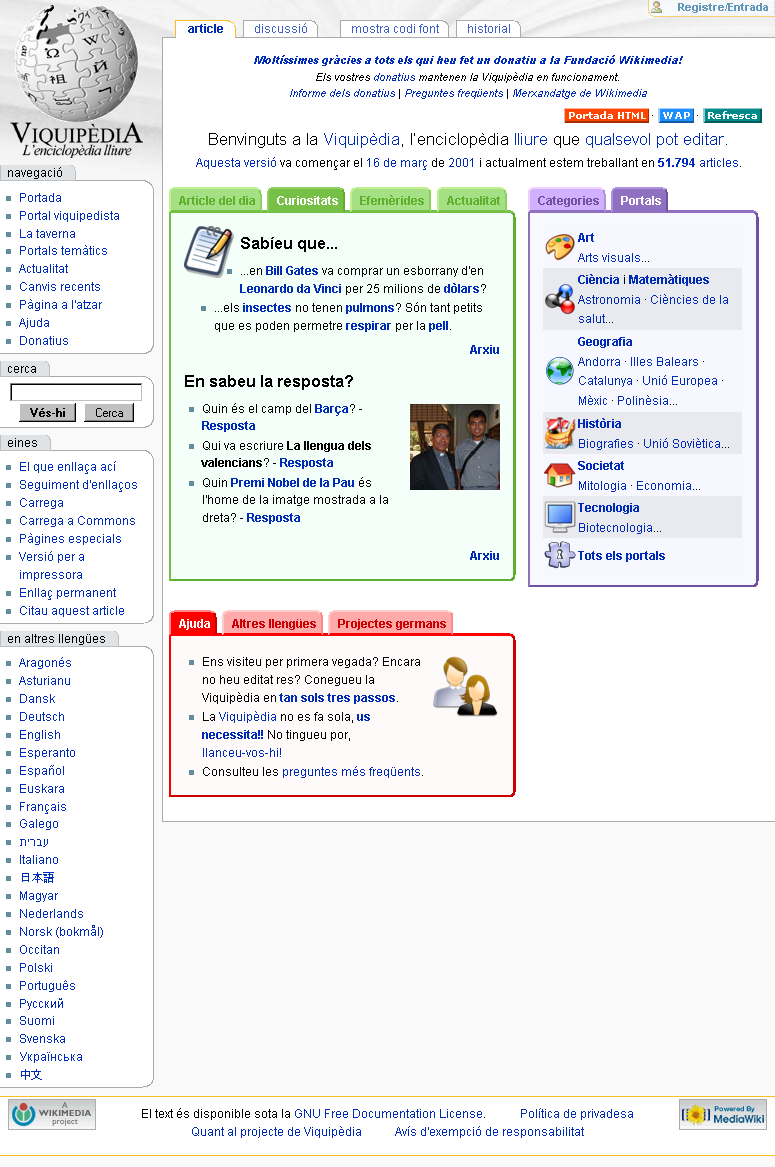
يناير 2007
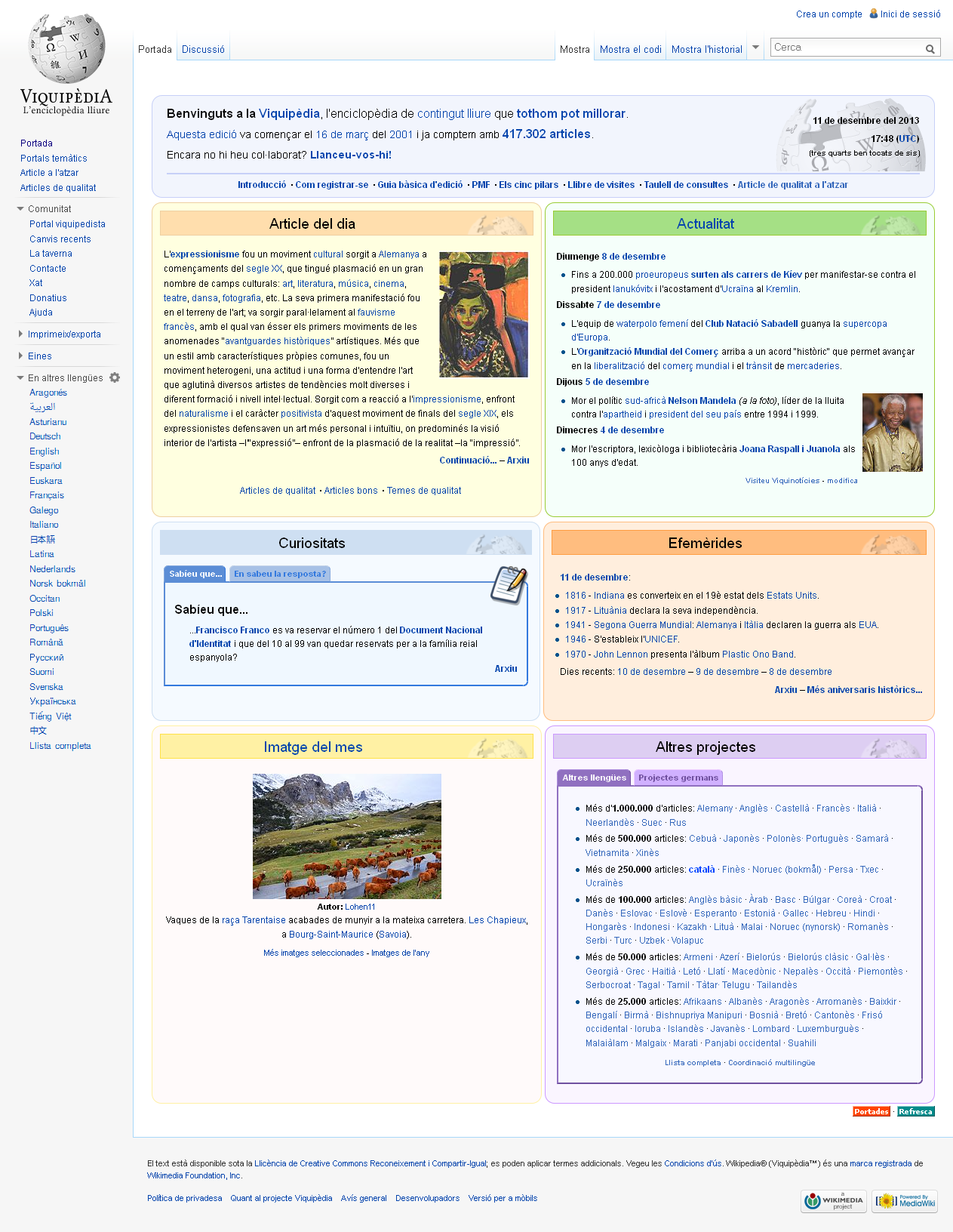
ديسمبر 2013
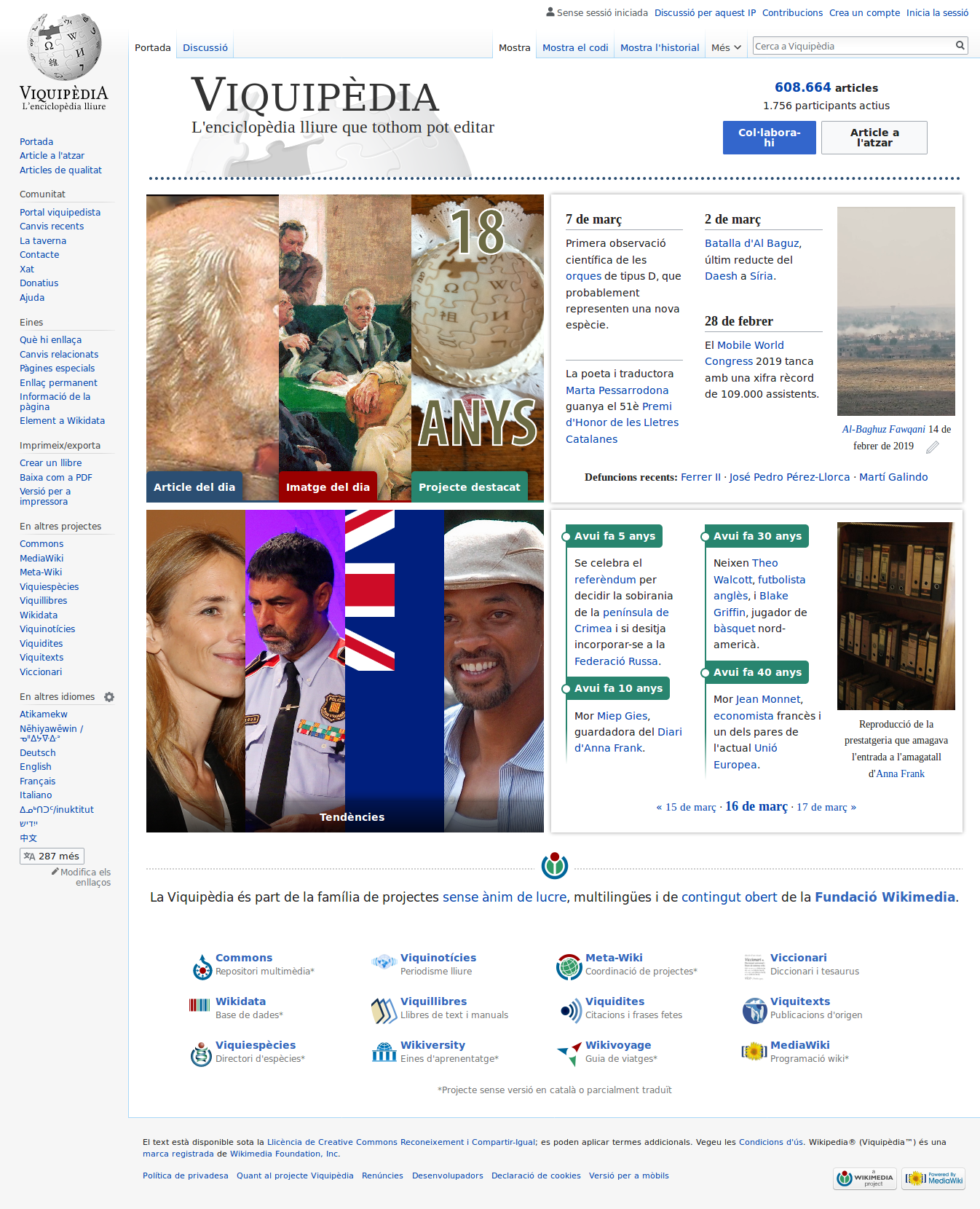
مارس 2019
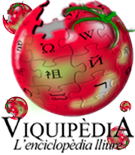
ويكيبيديا الكتالونية تحتفل بمهرجان التراشق بالطماطم
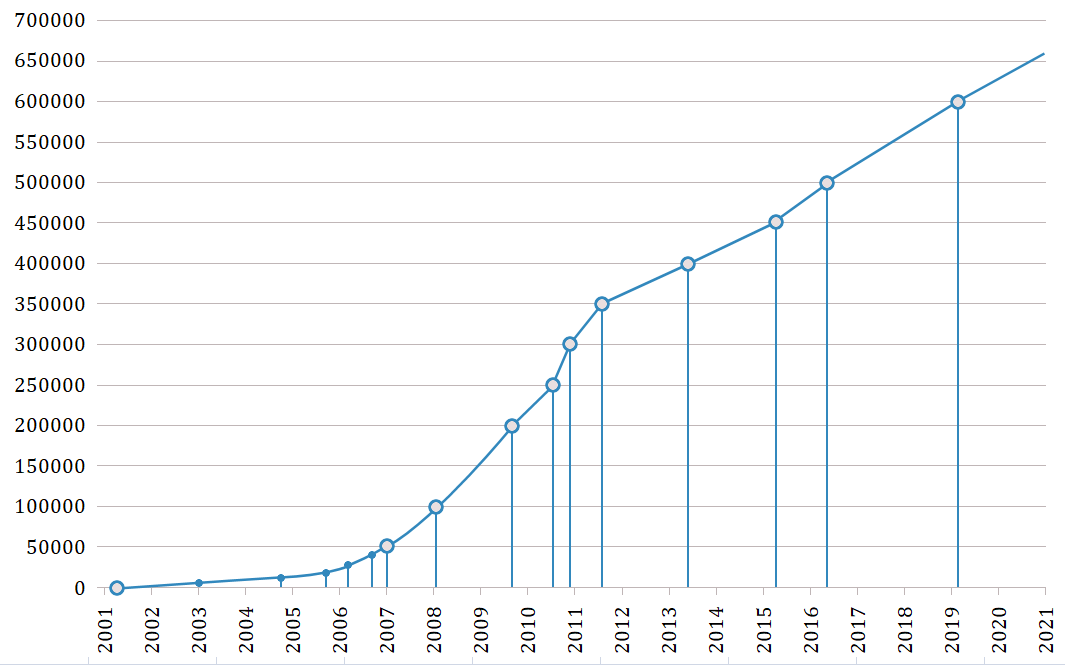
تطور عدد مقالات ويكيبيديا الكاتالونية